# Písečná (okres Ústí nad Orlicí)
Obec Písečná (německy Schreibersdorf) se nachází v okrese Ústí nad Orlicí v Pardubickém kraji. Leží v malebné poloze Žamberské pahorkatiny při potoce Potočnice, asi 5 km na jih od města Žamberk. Je zde rybník Šušek, známý pověsti o potopeném mlýně. Žije zde 575 obyvatel.
V sezóně je zde v provozu venkovní koupaliště. Jinak zde je také hřiště pro děti, kostel, work-out hřiště, tenisové a fotbalové hřiště, hospůdka Růženka a Skate park. Obec provozuje mateřskou a základní školu. Obec je známá mimo jiné také tím, že nepovolila na svém území výstavbu satelitního městečka. Žije zde se svou rodinou spisovatelka a malířka Karolína Černohousová, která napsala například knihu Kamarádi nad zlato a spolupracuje na dalších knihách.

## Historie
První písemná zmínka o obci pochází z roku 1364.
V roce 2004 byla Písečná oceněna Celostátní Zelenou stuhou za dlouhodobou péči o životní prostředí (územní plán již od 80. let 20. století) a v roce 2005 jako první sídlo v České republice získala nejvyšší ocenění, „Zlatou plaketu“ v celoevropské soutěži Entente Florale Europe.
Dřívější starosta obce Ing. Josef Zámečník byl v úřadě nepřetržitě od začátku 70. let 20. století. V roce 2010 byl oceněn prestižním titulem Starosta roku.

## Pamětihodnosti
- Kostel svaté Kateřiny - původně gotický, s pravoúhlým presbytářem, barokně upraven a opatřen věží
- Vodní mlýn – kulturní a technická památka